# 松本知子
松本 知子（まつもと ともこ、1958年8月17日 - ）は、オウム真理教元最高幹部（同宗教法人の責任役員、出版事業を行っていた株式会社オウム社長）にして、麻原彰晃（本名：松本智津夫）元死刑囚の妻。ホーリーネームはマハーマーヤ、のちにヤソーダラーへ変更となる。旧姓は石井（石井久子とは縁戚関係はない）。家庭裁判所への申請を経て、戸籍名を松本 明香里（まつもと あかり）と改名。

## 来歴
千葉県立木更津高等学校卒業後、浪人し、代々木ゼミナール代々木本校に通う。予備校時代にとなりの席の麻原彰晃と知り合い結婚。麻原は髪が長い女性が好きといわれており、当時は知子の髪も長かった。オウム時代は在家信徒として扱われていた。
麻原彰晃は知子を、「気が強く曲がったことが嫌いで内弁慶、はっきりものを言い、虫も殺さないやさしい性格で子供を大事にする貞操観念の強い性格」と評した（麻原彰晃の取調べ中に、麻原が検事に話した雑談による）。

### オウム神仙の会時代
当時、松本家は千葉県船橋市に住み、3女をもうけ貧しく家族全員で1つの寝室を共有していた。
後の麻原の著書のいくつかは、知子が書いたものであった。麻原は子供に向かって「蚊に刺されると痒くていやだね。でも蚊も生きているんだよ」とか「お釈迦様によれば、私たちは死後生まれ変わり、もしかしたら蚊に生まれ変わるかもしれない」などと話していたが、一方知子は蚊を平気で殺していた。ヘビが苦手で麻原からヘビを見せられて気絶したこともある。
自著『転換人生』の中で20代に許容量をはるかに超える精神的葛藤のために、精神の異常が現れ始め、神経症に罹ったと告白。その後、対人恐怖症・外出恐怖症を発症、強迫神経症もひどくなる。三女によれば、1982年に麻原が薬事法違反で逮捕されたことや、宗教にのめり込み家に戻らなくなったことと関係しているという。このため、家庭でも精神不安定が目立ち、外で愛想のよい笑顔を浮かべた日に限って家庭では些細なことで怒りを爆発させていた。夫婦喧嘩の末に家出をすることもあり、「もう勝手にして!こんな家、出て行くわ」と叫びながらも実際に家を出るまで怒鳴りながら部屋と玄関の間を何往復もしていた。しかし、3姉妹の中で知子についていくものはなく、三女の麗華が気の毒になり何度か家出について行った。夕食の時間に戻らなかった時には麻原は、インスタントラーメンを作ろうとし湯を煮詰めて鍋を焦がしたことがあり、それ以降は長女にラーメン作りを依頼するようになる。

### オウム真理教時代
夫である麻原彰晃との間に男2人、女4人の子をもうける。夫がオウム真理教を立ち上げる中で、妻として献身的にサポート。1987年9月に入信。夫が薬局を開設していた千葉県船橋市に居住していたが、1988年10月に富士山総本部のある静岡県富士宮市へ子供を伴い移住、大師となる。
1988年の秋に独房修行を命じられて以後、温厚な性格から人が変わったようになる。
1989年10月には正悟師、1991年6月には石井久子、三女松本麗華（アーチャリー）に続き3人目の正大師となり、教団内でも重きをなしていった。教団が省庁制を採用した後は、「郵政省」大臣となった。
1995年5月16日に夫である麻原彰晃が逮捕された後は教団代表代行として教団の存続に務める。しかし同年6月に薬剤師リンチ殺人事件に関与したとして逮捕された。
逮捕された事により子供達が親不在となり散り散りとなった。教団代表代行は村岡達子が引き継いだ。

#### 衆議院選挙
1990年の第39回衆議院議員総選挙には真理党候補として旧東京1区から出馬し、「投票率の低下や人口動態により、特定世代の影響力が顕著に弱まる現行選挙のあり方を聖域なく議論し、子どもに投票権を与えて、親がその投票を代行する」と述べ、ドメイン投票方式の導入を主張し、落選した。

#### 夫との関係と薬剤師リンチ殺人事件
1994年に発生した薬剤師リンチ殺人事件のポア（殺害）決定会議に参加していたとして、1995年に逮捕・起訴される。
裁判では、松本知子が夫の麻原に口を出せる存在であったかが争われた。松本知子と弁護人側は、麻原は愛人（ダーキニー）で教団幹部の石井久子と浮気し、松本知子を監禁したり、松本知子の両親のために作っていた部屋を石井の部屋にしてしまうなど、ひどい扱いを受けていて夫を止めることはできなかったとした。四女の証言によると麻原の愛人は教団内に100人おり、夜毎セックスをするために尊師の部屋によばれる女性は異なり、正妻である知子は、毎夜、尊師が愛人たちとセックスしている部屋の前で通過儀礼の間中うろうろしていた。
1999年2月18日の控訴審の控訴趣意書で「麻原が当時もっとも気にかけていたのは、被告人が激しい精神混乱に陥るという事実をもはや教団内の一部の秘密としてとどめることができず一般信者にも知られ、さらにはその根本原因たる麻原の放埓な女性問題が明るみに出てしまうことであった。（中略）しかし、教団の教祖たるもの、妻の精神状態さえ十分にコントロールできないことが暴露されれば、その権威は失墜する。（中略）本件当日、O（被害者）とYの教団施設侵入を知った麻原は、この機会に「ポア」の名の下にこれら両名を殺害し、その現場で意のままに振る舞う自らの姿を被告人の目のあたりに見せつけて、さらなる恐怖心を与えようとしたのであった」と主張した。
しかし検察側は、杉本繁郎、井上嘉浩の「麻原は恐妻家だった」との証言をもとに、松本が謀議に参加し、殺害を容認した旨を主張。1998年5月14日の第一審では懲役7年の判決を受け、1999年9月9日の控訴審・2001年6月26日の上告審では、遺族への謝罪と賠償を理由に懲役6年に減刑された。和歌山刑務所にて服役し、2002年10月15日に出所。
この事件に関しては、のちの1999年11月にジャーナリストの青沼陽一郎と11月1日から16日までの間に数度の書簡（約60枚）をかわし、雑誌上で公開された。その中で松本は、事件は井上、杉本らの嘘の証言に基づく判決であり、殺害謀議には参加しておらず冤罪であることを強く主張している。井上も杉本も取り調べ調書から法廷証言に至るまで供述証言に多くの変遷が見られるにも関わらず、上申書ならびに弁解録取書、取り調べ当初の警察官調書が取り調べられず、それどころか開示はおろか存在すらも知らされないままに反証が行われ、判決に至っている。争うべき証言の信用性が十分に証明できないままに判決が出されたと主張している。また、事件当初の松本は出産40日前の身重であったが、オウム内で精神病、精神異常と言われ事件の2カ月前から独房修行で隔離され、事件当日の数時間だけ引きだされ事件後はそのまま独房に戻されたとしている。

#### 犠牲者として狙撃計画
1995年（平成7年）3月、一連の強制捜査が始まったころ、捜査攪乱（）のために松本を犠牲者として狙撃する計画が立てられた。計画は麻原にすら知らせず、騙して引っ張り出した上で狙撃するというものだったが、松本は偶然にその計画を知る。計画の実行は警察庁長官狙撃事件が起こったため、急きょ中止されたと推測される、と松本自身が述べている。石川公一によると、1995年3月19日のリムジン謀議のときに、強制捜査が来たら石川が撃たれて犠牲者役になることを志願したところ、麻原は石川では無名なので役に立たない、撃つなら松本知子でないと駄目ではないか、ということを話したという。

### 出所後、アレフ教団の運営に裏から関与
2002年の出所後、茨城県の龍ケ崎市に住んだ。自身の刑事裁判では、オウム真理教から改称後のアレフ教団には戻らないと主張していたが、出所後まもなくの2003年から、アレフには籍を入れずに、教団内の信者を通して裏からアレフの運営に関与し始めたことが、公安調査庁の調査や、関連裁判の判決で認定されており、さらには自分の元を離れた麻原の四女や三女、多くの脱会した元幹部に告発されている。
アレフ教団への裏関与は、2003年～2013年ごろまでは、三女と知子が主導した。しかし、2013年頃に、知子が、次男の教団復帰を求めると、三女らがそれに反対し、結果として、その後、次男が教団を裏支配したとされる（詳細は次項）。

知子が2003年から、アレフ教団への裏関与を三女と始め、それまで教団代表だった上祐史浩を失脚させ、上祐が進めていた教団改革路線（それまで絶対視されていた麻原を相対化する路線）を中断させ、麻原を絶対視する路線へと回帰させたこと（いわゆる「麻原回帰」「原点回帰」）は、東京地方裁判所の判決によって、以下の通り認定されている。
松本の妻であり正大師の位階にある知子が，平成１４年１０月に刑務所を出所すると，従来の活動形態を維持し，松本を前面に出して活動することが松本に対する真の帰依であるとして「麻原隠し」に反対する姿勢を示して，松本の三女麗華と共に，Ａｌｅｐｈの組織運営に介入するようになり，上祐の「麻原隠し」による組織運営も新規構成員の獲得や財務運営面で功を奏しなかったことから，上祐の活動方針に反対する者が増加していった。
このため，上祐は形式的にはＡｌｅｐｈの代表者の地位にとどまったものの，平成１５年６月頃から，修行入りと称してＡｌｅｐｈの運営に実質的に関与しなくなり，同年７月頃に麗華と話した際には，麗華は，上祐は修行が足りないので教団運営は任せられない，自分がやると述べた。その後，知子や麗華は，上祐に対して「麻原隠し」が誤りであったと謝罪することを求め，上祐は，同月２８日頃，Ａｌｅｐｈ幹部７０名程度の前で，謝罪の意を表明し，以降，麗華を中心とした松本家の組織運営に対する関与が強まっていった。
Ａｌｅｐｈは，平成１５年１０月頃に，正悟師の位階にある村岡，二ノ宮耕一，野田成人，杉浦茂及び杉浦実の５名による集団指導体制（正悟師・正大師会合ないし正悟師・正大師会議）に移行し，松本への絶対的帰依を明示的に強調する指導を復活させ，松本の説法などを集約した「尊師ファイナルスピーチ」の改訂版を発行するなどして，松本への絶対的帰依を強調し始めた。
しかし，上記集団指導体制によっても，Ａｌｅｐｈの財務内容改善等がみられなかったことや，第１回更新決定により観察処分が継続されたこと等から，一部構成員の間で上祐の組織運営復帰の希望も出ていた。

上祐は，平成１６年１１月頃から再びＡｌｅｐｈの運営に関与するようになり，Ａｌｅｐｈ内にも，上祐の考えに賛同する者を中心とした一派である「上祐派」（あるいは上祐の団体内での名称（マイトレーヤ）の頭文字から「Ｍ派」とも呼ばれる。）と上祐の方針に反対する「反上祐派」（あるいは松本の三女の団体内での名称（アーチャリー）の頭文字から「Ａ派」とも呼ばれる。以下「Ａ派」という。）が存在し，他方，上祐派として活動するまでには至らないものの，これに理解を示す「中間派」と呼ばれる構成員も存在していた。
知子や三女が裏から関与する教団は、その後、上祐が進めていたオウム事件被害者への賠償に消極的となり、被害者組織（オウム真理教犯罪被害者支援機構）から、支払いを求めて、裁判所への調停や、提訴などの法的手続きがとられるに至った（その後、最高裁判所の決定によりアレフの賠償金支払い義務は確定している）。
さらに、その時期から、「オウム事件はオウムの仕業と見せかける国家権力の陰謀だ」という陰謀論を説き、教団の正体を隠した布教活動を展開する等の不当な活動を展開し始めたことが指摘されている。

#### アレフ教団から知子ら麻原の家族への多額の資金援助
2006年7月20日、アレフ信者の容疑にかかわる家宅捜索の報道などを通じて、松本知子と三女を中心として麻原の家族が、アレフ教団とアレフ教団に籍を置かない側近の信者から、高額なマンションを提供されたり、海外旅行をしたり、合計で年間1500万円もの多額の資金援助を受けていたことなどが明らかとなり、オウム事件の被害者やその関係者からの強い批判を受けた。
加えて、8月に四女が教団との関係を断つためとして、松本家を離れて江川紹子に未成年後見人になることを依頼し、江川が承諾したことが報じられた。この際、四女は、教団内の権力闘争のため知子に監禁されたため、それから逃げ出したとしている。
こうしたなか、教団が2002年12月以来、松本家に「松本知子作の絵画の使用料」を名目として継続的に資金提供してきたことまで報じられた。こうした経緯を経て、2006年9月20日、教団が契約に基づいて2002年12月以来松本家に月40万円を絵画の使用料として支払ってきたことを、分裂状態の反代表派に属するアーレフ広報部、当時の上祐派（2007年にアレフを脱会）広報部の双方がともに認める見解を発表した。この問題が発覚した際に、翌2007年に脱会する上祐らは、支払いを打ち切るべきとしたが、知子や三女が裏から支配するアレフは、打ち切るか否かを検討するとは言ったが、打ち切ると表明することなく、その後も契約は継続されていると思われる。
なお、上祐史浩は2007年3月発表のインタビューにおいて、絵画の使用料契約が当初から実質的に生活援助であったことや、その後信者から松本家への資金提供の流れがあったことを認めている。また、当時教団代表だった上祐に反対する「反代表派」（現在のアレフ）の信者が知子を含む松本家の人々と個人的接触をしてその意向が教団に反映される、といった形で松本家が実質的に教団に影響を与えていると述べ、四女の告発を事実として認めている。
2007年3月20日の報道によると、教団元信者の男性から松本家の子ども4人が住居提供を受け、海外旅行や私立学校への入学などの大きな出費をする一方で収入の裏付けとなる勤労実態がないことから、公安当局は男性が1000万円以上になる生活費を丸抱えしており、男性が隠れ信者の可能性があるとみているという。また、アーレフ広報部が生活支援については否定する一方、以前から報じられている松本知子への絵画使用料については認め、見直しを含めた検討をおこなっているとしていると報じている。
2010年6月には茨城県龍ケ崎市内の一軒家が知子らの居住用として会社名で確保されている。この建物はY2PC（ワイワイピーシー）というパソコン販売会社の社員からの多額の布施を得た資金で取得され、名義も本人名ではない。同社は、有限会社オフィス・ワイという上記「オウム裁判対策協議会」を作った山際永三や山中幸男が役員を務めている。社員らは、実質教団信者であり、自らの銀行口座を上位の信者に管理され、教団財政とは別にそのほとんどが知子への布施になっている。そのほか、生活資金としては、知子の絵画賃借料名目でアレフから1か月40万円が内密に支払われていた。
四女は、2010年に出版した自著で、知子や三女を批判して、「（知子や三女による教団裏関与によって）上祐さんは失脚したものの、今度は母と三女の諍いが絶えませんでした。表向きは教団を脱退したことになっている母でしたが、実際は積極的に教団運営に関わり、父の作った教団を潰したくないようでした。一方の三女は教団など潰れてもかまわないので、ついてこられる信者だけでやっていければいいという考えでした。三女の周囲には今も20人ほどのお付きの信者たちがいますが、その信者たちは松本家に毎月多額の献金をしています。三女はそうした信者たちを100人ほど抱え、世間にばれないように活動していくつもりだったようです」と述べている。

### 教団への影響力の維持、同居の次男の後継教祖としての教団復帰を求める
2012年1月24日の報道によると、2009年に刑事事件で服役後に出所した信者の受け入れについて、2010年に死刑が確定した元教団幹部と信者の養子縁組などについて、それぞれ教団の信徒が当人と三女に対して承諾を求める文書を送付し、伺いを立てており、依然として教団への影響力を保っていると報じている。
こうして、2013年ごろまでは、三女とともにアレフ教団を裏から支配していたが、2013年までに、知子と同居する次男の教団復帰（密かに麻原の後継教祖・グルとして教団を裏支配すること）を求めると、三女・次女・長男がそれに反対し、権力に固執しているなどと知子を批判した。しかし、アレフ教団は次男による裏支配を受け入れ、三女らが教団の裏支配から離れることとなった。また、このころ、茨城県の龍ヶ崎市から、アレフの本部施設や三女・次女・長男の自宅もある埼玉県越谷市に引っ越したものと見られる。
その後、麻原が2018年に死刑執行となり、東京拘置所が麻原の四女を遺骨の引き取り手とすると、知子と次男と（次男の教団復帰には反対した）三女・次女・長男が連名で、四女に遺骨を引き渡さないよう求める旨の要求書を法務大臣に提出した。
その後、2018～21年まで、知子（と次男）、次女、四女の間で、麻原の遺骨の引き取り手を決定する家事裁判が行われて争ったが、結果として、次女が引き取り手となり、知子・次男は敗訴した。また、この裁判において、知子と次男は、次男（と長男）が、オウム真理教（現アレフ）の麻原の後継教祖であり、麻原の祭祀継承者である旨の主張をし、アレフ教団との結びつきを印象付けた(2024年3月13日の東京地方裁判所の判決)。
次男に裏支配されたアレフ教団は、オウム事件の被害者賠償金の支払い命令が裁判で確定したにもかかわらず、2018年からいかなる名目の賠償金の支払いも行わず、資産を隠して（団体規制法に基づいて）国・公安調査庁にも報告することがなくなった。この背景として、次男・知子ら麻原の家族の意向があるとオウム事件の被害者遺族は見ており、それに苦しんでいるという情報がある。
また、2025年3月には、公安調査庁が埼玉県越谷市の知子と次男の住居を初めて立入検査しようとしたものの、知子側によって拒否されたため、同年4月、立入検査忌避の容疑で、公安調査庁から告発を受けた埼玉県警が同住居への家宅捜索を行った。捜索の結果、現金数千万円が発見されたことから、アレフが知子らの生活を支えているのではないかと公安当局は見ている。
同年7月22日、公安調査庁は次男が「2代目グル」（宗教指導者）を自称し、Alephの運営を主導していると認定したと発表。知子が後見的に補佐する立場にあるとみている。

## 著書
- 『転換人生 一息つきたいあなたに マハー・マーヤの世界』（オウム出版 1991年）

### 代作
- 『滅亡の日』（オウム 1988年）
- 『滅亡から虚空へ』（オウム 1989年）

麻原名義になっているが実は松本知子が中心となり村井秀夫、石井久子と共に作成したことが裁判で証言されている。